# De Zevensprong (televisieserie)
De Zevensprong is een Nederlandse jeugdserie die van 30 september 1982 tot 23 december 1982 werd uitgezonden door de NCRV. De tv-serie, gebaseerd op het gelijknamige boek van Tonke Dragt, bestaat uit dertien afleveringen van 25 minuten en werd op de donderdagavond om 19:25 uur op Nederland 2 uitgezonden. 
Na verschillende keren op televisie te zijn herhaald, is in 2006 de hele serie ook op dvd (boxset) uitgebracht. De serie is ook op de Duitse televisie te zien geweest (Das Geheimnis des siebten Weges) op ARD, WDR, SWF, Bayerisches Fernsehen en Hessischer Rundfunk, in Italië (Il Mistero della Settima Strada) op RAI 1 en in Hongarije (A hetedik út titka) op MTV 1 en MTV 2.

## Verhaal

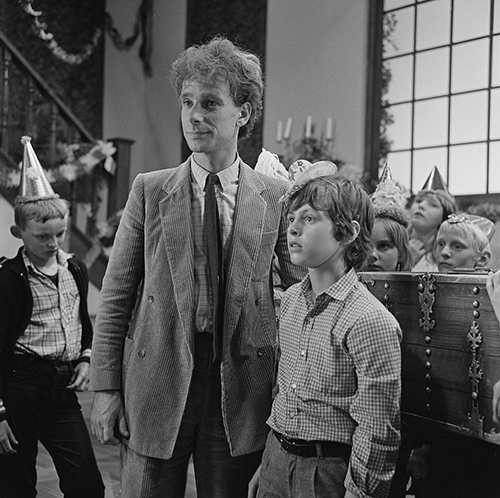
Frans van der Steg en Geert-Jan Grisenstijn

Meester Frans van der Steg vertelt de leerlingen van zijn klas iedere dag spannende verhalen, waarin hijzelf de hoofdrol speelt als Frans de Rode (vanwege zijn rode haar). Het verhaal begint wanneer de leraar van groep 7, toen nog 5e klas (Frans van der Steg) op een dag geen spannend verhaal meer weet om aan de kinderen uit de klas te vertellen. Om toch iets te vertellen, verzint hij dat hij een geheimzinnige brief verwacht. Diezelfde avond nog komt met een bliksemflits en een donderslag een brief door de brievenbus en daarin staat dat Graaf Grisenstijn (Gr. Gr.) wil dat Frans van der Steg de nieuwe onderwijzer wordt van zijn neefje Geert-Jan. Hij woont helemaal alleen bij zijn oom in een geheimzinnig kasteel genaamd het Trappenhuis, dat alleen gevonden kan worden door degene die de zevende weg op de Zevensprong weet te vinden.
Na een reeks van spannende gebeurtenissen en ontdekkingen komt Frans van der Steg in het Trappenhuis om Geert-Jan les te geven. Frans hoort nu bij het complot van de Zevensprong, en de leden van dat complot willen allemaal dat Geert-Jan uit dat Trappenhuis komt waar hij nu woont. Ook moet de Gruwel (Graaf Grisenstijn) worden verslagen, en de schat die in het Trappenhuis verborgen ligt moet worden gevonden. Graaf Grisenstijn gebruikt Geert-Jan alleen maar om de schat te vinden.
In de oude rijmen van Graaf Gregorius staat vermeld:
"Kon de schat met woorden spreken. Tracht, o kind en kinds-kinds-kind’ren deze rijmsels te verstaan.
Deze woorden zijn het teken: Eén alleen zal mij niet vinden en een ladder wijst mij aan.
Deze woorden zijn het teken: Alle kind’ren zijn je vrinden; weet de vijand te weerstaan.
Deze woorden zijn het teken: Vreemde, die de draak zal binden, moet de zeven wegen gaan.
Groenmouw zal de spreuken spreken, Groenoog zal de sleutel vinden, Groenhaar zal de draak verslaan."
Frans weet niet zeker of hij alles wel moet geloven en of alles wel waar zal zijn, maar hij besluit toch alles wat hem gezegd wordt te doen. Uiteindelijk, op de verjaardag van Geert-Jan die dan 11 jaar oud wordt, vinden de kinderen de schat wanneer ze bij het dansen van de Zevensprong door de vloer zakken. De Gruwel (de graaf) wordt ten val gebracht. Geert-Jan mag voortaan bij zijn lieve tante Rosmarijn wonen en gaat natuurlijk voortaan naar de klas van Meester Frans.

## Rolverdeling

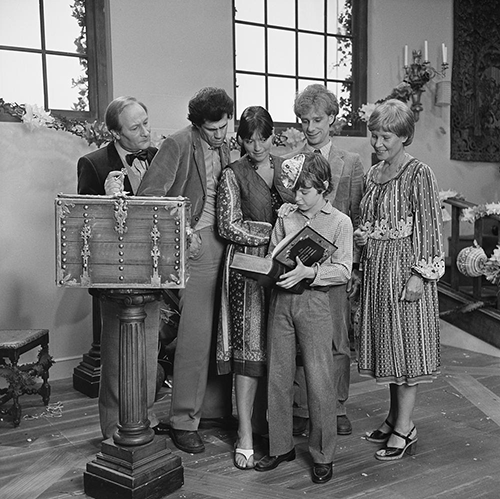
Jan Thomtidom (Cor van Rijn), Jan Toereloer (Joost Prinsen), Juffrouw Rosmarijn (Marijke Merckens), Geert-Jan Grisenstijn (Czeslaw de Wijs), Frans van der Steg (Peter Bos) en Tante Willemijn (Kitty Janssen)

| Personage                | Acteur/actrice                                       |
| ------------------------ | ---------------------------------------------------- |
| Frans van der Steg       | Peter Bos                                            |
| Geert-Jan Grisenstijn    | Czeslaw de Wijs                                      |
| Maarten                  | Martijn Nieuwerf                                     |
| Marjan                   | Jeanique de Ridder                                   |
| Graaf Gradus Grisenstijn | Ferd Hugas                                           |
| Mejuffrouw Rosmarijn     | Marijke Merckens                                     |
| Tante Willemijn Bakker   | Kitty Janssen                                        |
| Jan Thomtidom            | Cor van Rijn                                         |
| Roberto/Brozem           | Bart Gabriëlse                                       |
| Jan Toereloer            | Joost Prinsen                                        |
| Kees                     | Floris Kippens                                       |
| Joke                     | Miranda van der Meer                                 |
| Els                      | Petra Waayer                                         |
| Berend                   | Ger van der Grijn                                    |
| Manus                    | Nico Schaap                                          |
| Selina                   | Mela Soesman                                         |
| Waard                    | Con Meyer                                            |
| Patatverkoper            | Tim Beekman                                          |
| Schoolkinderen           | Kinderen van de Openbare Lagere School uit Markvelde |

## Afleveringen
| Aflevering | Titel                   | Uitzenddatum      |
| ---------- | ----------------------- | ----------------- |
| 1          | De Brief                | 30 september 1982 |
| 2          | De Brozem               | 7 oktober 1982    |
| 3          | Schijn en Wezen         | 14 oktober 1982   |
| 4          | Het Komplot             | 21 oktober 1982   |
| 5          | Juffrouw Rosmarijn      | 28 oktober 1982   |
| 6          | De Zuil met de Kattekop | 4 november 1982   |
| 7          | De Zevende Weg          | 11 november 1982  |
| 8          | Geert-Jan Grisenstijn   | 18 november 1982  |
| 9          | Zoeken                  | 25 november 1982  |
| 10         | De Gouden Sleutel       | 2 december 1982   |
| 11         | Verjaardagsplannen      | 9 december 1982   |
| 12         | Groenhaar               | 16 december 1982  |
| 13         | De Schat                | 23 december 1982  |

## Locaties uit de serie

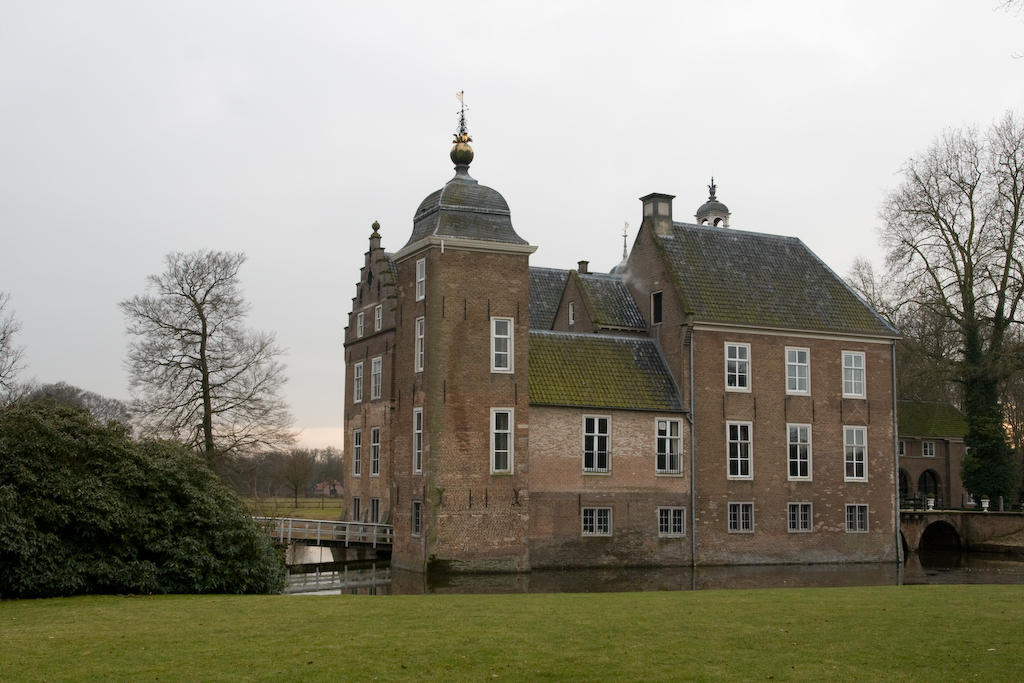
Het Trappenhuis in Ruurlo

De serie werd tussen 13 april en 12 september 1981 in de Achterhoek opgenomen. Kasteel Ruurlo was uitgekozen als 'Het Trappenhuis', mede omdat het op dat moment leeg stond en beschikbaar was. Er werd ongeveer zes weken gedraaid. De hele locatie bestond uit acht vaste opname-sets en diverse losse sets. Tevens werden er in het kasteel op diverse plekken extra trapjes en opstapjes gemaakt.
Daarnaast werden er eind mei 1981 ook opnames in de Cinetone Studio's gemaakt, waar de in het kasteel niet bestaande feestzaal van Gregorius werd opgebouwd. Ondanks enige weken verschil tussen de opnames in Kasteel Ruurlo en die in de Cinetone Studio's, sluiten de opnames goed op elkaar aan. En tot slot waren er nog de opnames bij het kasteelhek welke in augustus 1981 elders in Ruurlo werden gemaakt.
De Zevensprong bestaat echt en ligt in het Rijkenbargse bos ten noorden van Ruurlo. Buiten Ruurlo zijn opnamen gemaakt in Gelselaar (huis van Juffrouw Rosmarijn), Markvelde (de lagere school), Lochem (huis van Frans van der Steg en huis waar Maarten en Marjan wonen), Holten (huis van Jan Thomtidom, in 2022 afgebroken), Neede en Hengelo (Het Dorstige Hert).

## Trivia
- De film waar de Brozem in de gelijknamige aflevering (2) heen gaat is 'De bende van hiernaast', waar acteur Bart Gabriëlse zelf in meespeelde.